# Hylaeus episcopalis
Hylaeus episcopalis är en biart som först beskrevs av Cockerell 1896.  Hylaeus episcopalis ingår i släktet citronbin, och familjen korttungebin. Inga underarter finns listade i Catalogue of Life.